# Một thước cuối cùng
Một thước cuối cùng (tiếng Nga: Последний дюйм) là một bộ phim của đạo diễn Teodor Vulfovich, ra mắt lần đầu năm 1958.
Bộ phim được chuyển thể từ truyện ngắn cùng tên của nhà văn James Aldridge.